# Álvaro Parente
Álvaro Parente (ur. 4 października 1984 w Porto) – portugalski kierowca wyścigowy.

## Kariera

### Formuła 3
Karierę rozpoczął w roku 1994, od startów w kartingu. W 2001 roku przeszedł do wyścigów samochodów jednomiejscowych, debiutując w Hiszpańskiej Formule 3. Pierwszy sezon zakończył na 12. pozycji. W drugim przeszedł do mocniejszej ekipy Racing Engineering, dzięki czemu wygrał swój pierwszy wyścig i zdobył pole position. Uzyskane punkty pozwoliły mu na zajęcie 4. miejsca na koniec sezonu.
W roku 2003 awansował do Formuły 3 Euroseries, gdzie startował w barwach ekipy Team Ghinzani. W wyniku słabej dyspozycji zespołu, uzyskał jednak zaledwie jeden punkt, dający mu w ogólnej punktacji odległą 25. pozycję (dodatkowo nie ukończył prestiżowego wyścigu Masters of Formula 3). Poza udziałem w europejskiej F3, wystąpił również w dwóch rundach Włoskiej i Brytyjskiej edycji (w tej drugiej reprezentował Carlin Motorpsort). W narodowych seriach Portugalczyk spisał się lepiej (zwłaszcza we włoskim cyklu, w którym wygrał jeden wyścig), będąc w końcowej klasyfikacji na 9. i 22. miejscu. W brytyjskim zespole wziął też udział w dwóch prestiżowych wyścigach, w Azji – Grand Prix Makau (nie ukończył) oraz F3 Korea Super Prix (10 miejsce).
W sezonie 2004 przeniósł się do Brytyjskiej Formuły 3, w której zaliczył pełny etat startów. W tym czasie czterokrotnie stanął na podium, w tym raz zwyciężył oraz dwukrotnie sięgnął po pole position. Zdobyte punkty sklasyfikowały Parente na 7. miejscu w klasyfikacji końcowej. Ponownie wystąpił w wyścigach Masters at Zolder (34. miejsce) i Grand Prix Makau (nie ukończył) oraz dodatkowo w European Cup (8. miejsce). Drugi i ostatni pełny sezon w Wielkiej Brytanii był już dominujący w wykonaniu Alvaro. Wygrał w tym czasie jedenaście z osiemnastu wyścigów oraz zdobył dziewięć pole position, dzięki czemu szybko zapewnił sobie tytuł mistrzowski.

### A1 Grand Prix
Po świetnym roku, postanowił zaangażować się w zimową serię A1 Grand Prix, w której reprezentował narodową ekipę Portugalii. W ciągu dwudziestu wyścigów, trzykrotnie stanął na podium, ostatecznie zajmując 9. lokatę w generalnej klasyfikacji. W kolejnym sezonie wziął udział w trzech rundach. Dwukrotnie zdobyte punkty, dały mu 17. miejsce na koniec sezonu.

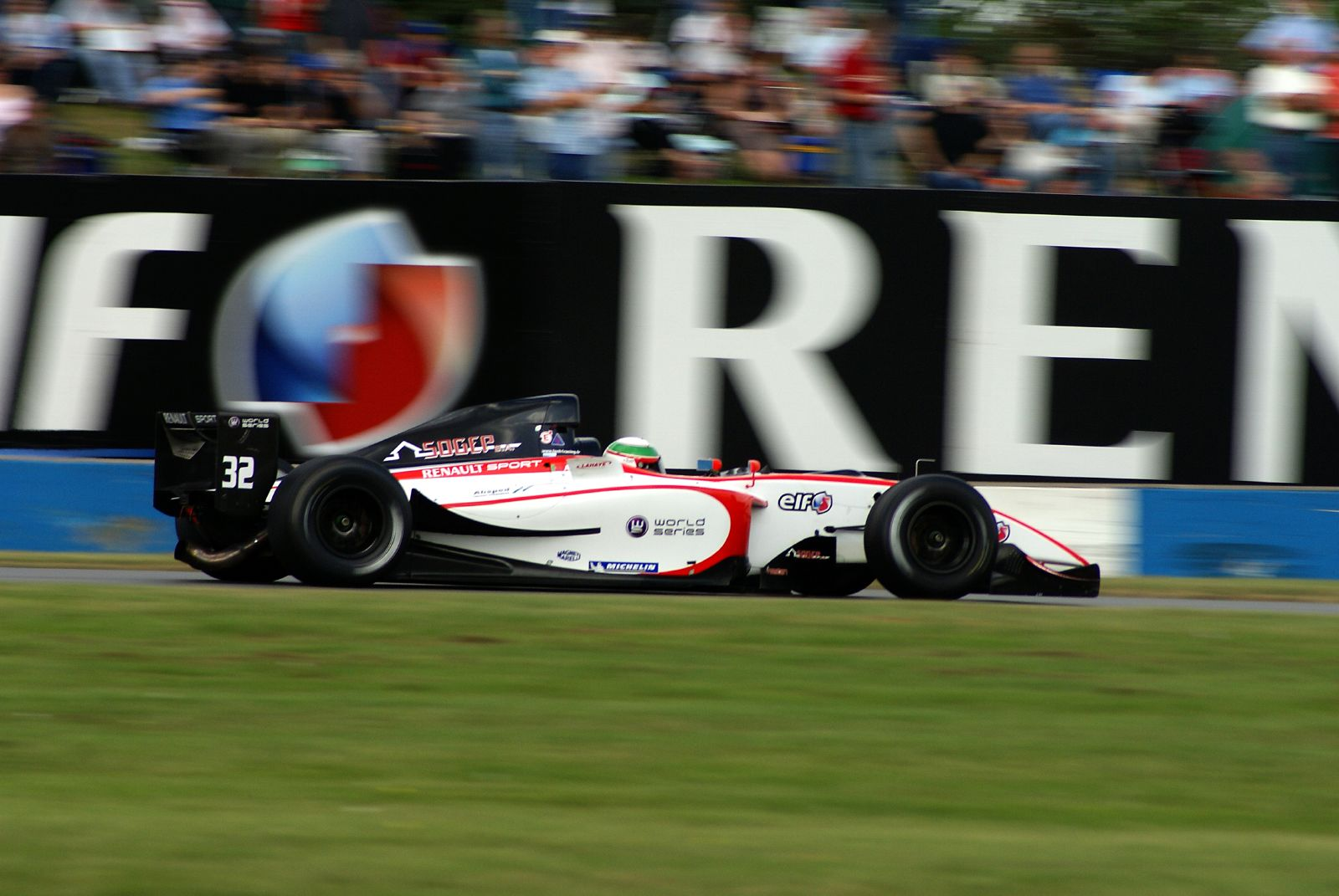
Alvaro Parentne podczas wyścigu WSbR, w 2007 roku

### World Series by Renault
W roku 2006 przeszedł do wyższej rangą World Series by Renault. We włoskiej ekipie Victory Engineering pięciokrotnie meldował się w pierwszej trójce, w tym trzykrotnie na najwyższym stopniu. Zebrane punkty pozwoliły Parente zająć w klasyfikacji końcowej 5. miejsce. W kolejnym sezonie reprezentował barwy francuskiego teamu Tech 1 Racing. Dobra współpraca zaowocowała tytułem mistrzowskim w obu klasyfikacjach, z dorobkiem dwóch zwycięstw i pole position.

### Inne serie
W sezonie 2009 wystąpił w jednej rundzie serii Superleague Formula. W zespole Hitech Junior Team (pod szyldem FC Porto), już w drugim wyścigu sięgnął po zwycięstwo (pierwszego nie ukończył). Przyczynił się w ten sposób do zajęcia przez jego stajnię 5. pozycji. Jednorazowy sukces odniósł również w Hiszpańskich Mistrzostwach GT, w których w ekipie Aurora Racing Team, sięgnął po pole position. Zdobyte punkty sklasyfikowały go na 25. miejscu w ogólnej punktacji.
W roku 2010 ponownie reprezentował barwy drużyny piłkarskiej FC Porto, tym razem jednak w zespole Reid Motorsport. Portugalczyk wystąpił w całym sezonie (tylko w jednej rundzie zastąpił go Australijczyk Earl Bamber), osiągając łącznie dwa zwycięstwa, na torach w Niemczech oraz w Hiszpanii. Ostatecznie jego team zmagania ukończył na 7. lokacie.

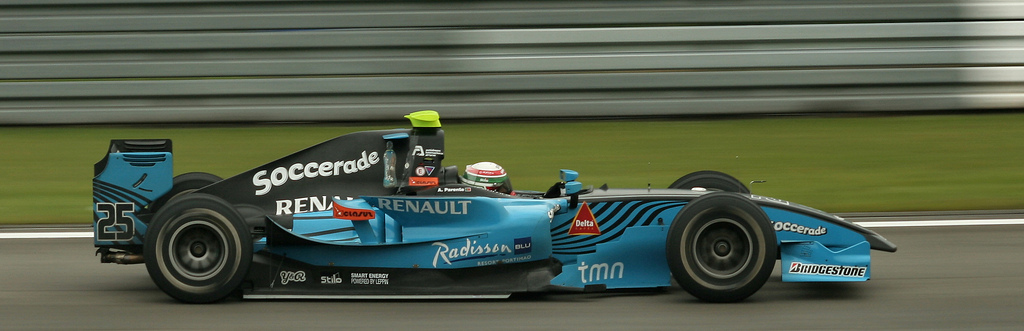
Alvaro Parente podczas wyścigu serii GP2, na torze Nürburgring, w 2009 roku

### GP2
Świetne wyniki otworzyły mu drogę do serii GP2, gdzie startował w brytyjskiej stajni Super Nova Racing. Od razu pokazał swój talent, wygrywając inauguracyjny wyścig na torze pod Barceloną, w Hiszpanii (po tym sukcesie stanął jeszcze trzykrotnie na podium). Pomimo iż w kolejnych wyścigach nie szło mu już tak dobrze, debiut w tym serialu mógł zaliczyć do całkiem udanych, będąc sklasyfikowanym na przyzwoitej 8. pozycji. W przerwie zimowej zadebiutował w Azjatyckiej GP2, w malezyjskim zespole Qi-Meritus Mahara. Słabe osiągi bolidu nie pozwoliły mu jednak na uzyskanie premiowanych punktami rezultatów.
W roku 2009 ponownie startował w GP2, tym razem jednak w debiutującej portugalskiej ekipie, Ocean Racing Technology, której współwłaścicielem jest były kierowca Formuły 1, Tiago Monteiro. Portugalczyk nie mógł poważnie walczyć o tytuł, ale po raz kolejny pokazywał się z dobrej strony, m.in. wygrywając główny wyścig na trudnym torze w Belgii, uprzednio zdobywając pole position. Świetne wyniki przeplatały się jednak z licznymi słabszymi rezultatami, wynikającymi ze słabszej dyspozycji pojazdu oraz jego awaryjności. Ostatecznie zmagania zakończył ponownie na 8. lokacie.
Na początku 2010 roku wziął udział w dwóch ostatnich rundach zimowej edycji przedsionka F1, w ekipie Scuderia Coloni. W ciągu czterech wyścigów, trzykrotnie dojechał na premiowanych pozycjach (w kończącym zmagania sprincie zajął trzecie miejsce). Zgromadzone punkty pozwoliły Portugalczykowi zająć 8. pozycję w ostatecznej klasyfikacji. W europejskim cyklu również wystąpił w kończących zmagania rundach, na torze Spa-Francorchamps i Monza. Swoje umiejętności zademonstrował podczas belgijskiej eliminacji, kończąc wyścigi na drugim i trzecim miejscu. Na włoskim obiekcie słabe osiągi pojazdu nie pozwoliły już na zdobycie punktów. Ostatecznie rywalizację ukończył na 15. miejscu.

### Formuła 1
Portugalczyk dzięki wsparciu sponsorów oraz dobrym wynikom był jednym z kierowców wymienianych w gronie kandydatów do hiszpańskiego zespołu Campos Grand Prix, który ma zadebiutować w sezonie 2010 Formuły 1. Parente podpisał jednak kontrakt z innym debiutantem, brytyjskim Virgin Racing, u którego miał pełnić rolę kierowcy testowego, ale z powodu wycofania się sponsorów kontrakt nie doszedł do skutku.

## Statystyki
| Sezon   | Seria                      | Zespół                  | Wyścigi | Zwycięstwa | PP | Punkty | Poz. koń. |
| ------- | -------------------------- | ----------------------- | ------- | ---------- | -- | ------ | --------- |
| 2001    | Hiszpańska Formuła 3       | G-Tec                   | 9       | 0          | 0  | 50     | 12        |
| 2001    | Hiszpańska Formuła 3       | E. V. Racing            | 9       | 0          | 0  | 50     | 12        |
| 2002    | Hiszpańska Formuła 3       | Racing Engineering      | 13      | 1          | 1  | 139    | 4         |
| 2003    | Formuła 3 Euro Series      | Team Ghinzani           | 19      | 0          | 0  | 1      | 25        |
| 2003    | Włoska Formuła 3           | Team Ghinzani           | 2       | 1          | 1  | 34     | 9         |
| 2003    | Masters of Formula 3       | Team Ghinzani           | 1       | 0          | 0  | N/A    | 22        |
| 2003    | Grand Prix Makau           | Carlin Motorsport       | 1       | 0          | 0  | N/A    | NS        |
| 2003    | F3 Korea Super Prix        | Carlin Motorsport       | 1       | 0          | 0  | N/A    | 10        |
| 2003    | Brytyjska Formuła 3        | Carlin Motorsport       | 2       | 0          | 0  | 7      | 22        |
| 2004    | Brytyjska Formuła 3        | Carlin Motorsport       | 24      | 1          | 2  | 137    | 7         |
| 2004    | Masters of Formula 3       | Carlin Motorsport       | 1       | 0          | 0  | N/A    | 34        |
| 2004    | F3 European Cup            | Carlin Motorsport       | 1       | 0          | 0  | N/A    | 8         |
| 2004    | Grand Prix Makau           | Carlin Motorsport       | 1       | 0          | 0  | N/A    | NS        |
| 2005    | Brytyjska Formuła 3        | Carlin Motorsport       | 18      | 11         | 9  | 289    | 1         |
| 2005–06 | A1 Grand Prix              | A1 Team Portugal        | 20      | 0          | 0  | 66†    | 9†        |
| 2006    | Formuła Renault 3.5        | Victory Engineering     | 15      | 3          | 0  | 94     | 5         |
| 2006–07 | A1 Grand Prix              | A1 Team Portugal        | 6       | 0          | 0  | 10†    | 17†       |
| 2007    | Formuła Renault 3.5        | Tech 1 Racing           | 17      | 2          | 2  | 129    | 1         |
| 2008    | Seria GP2                  | Super Nova Racing       | 20      | 1          | 0  | 34     | 8         |
| 2008–09 | Azjatycka Seria GP2        | Qi-Meritus Mahara       | 6       | 0          | 0  | 1      | 21        |
| 2009    | Seria GP2                  | Ocean Racing Technology | 20      | 1          | 1  | 30     | 8         |
| 2009    | Hiszpańskie Mistrzostwa GT | Aurora Racing Team      | 2       | 0          | 1  | 10     | 25        |
| 2009    | Superleague Formula        | F.C. Porto              | 2       | 1          | 0  | 302†   | 5†        |
| 2009–10 | Azjatycka Seria GP2        | Scuderia Coloni         | 4       | 0          | 0  | 12     | 8         |
| 2010    | Seria GP2                  | Scuderia Coloni         | 4       | 0          | 0  | 13     | 15        |
| 2011    | Seria GP2                  | Racing Engineering      | 4       | 0          | 0  | 8      | 16        |
| 2011    | Seria GP2                  | Carlin                  | 8       | 0          | 0  | 0      | 16        |

† – tylko zespół był liczony do klasyfikacji.

## Wyniki w GP2
| Legenda oznaczeń w tabelach wyników Wyświetl szablon na nowej stronie | Legenda oznaczeń w tabelach wyników Wyświetl szablon na nowej stronie                                                                     |
| Oznaczenie                                                            | Wyjaśnienie |
| --------------------------------------------------------------------- | --- |
| Złoty                                                                 | Zwycięzca lub mistrzostwo |
| Srebrny                                                               | 2. miejsce lub wicemistrzostwo |
| Brązowy                                                               | 3. miejsce lub II wicemistrzostwo |
| Zielony                                                               | Ukończył, punktował (w klasyfikacji generalnej, gdy zdobył co najmniej jeden punkt na przestrzeni sezonu, poza trzema powyższymi opcjami) |
| Niebieski                                                             | Ukończył, nie punktował (w klasyfikacji generalnej, gdy nie zdobył co najmniej jednego punktu na przestrzeni sezonu)                      |
| Czerwony                                                              | Nie zakwalifikował się (NZ) |
| Czerwony                                                              | Nie prekwalifikował się (NPK) |
| Różowy                                                                | Nie ukończył (NU) |
| Różowy                                                                | Niesklasyfikowany (NS) (w klasyfikacji generalnej, gdy nie został sklasyfikowany w żadnym wyścigu sezonu)                                 |
| Czarny                                                                | Zdyskwalifikowany (DK) |
| Czarny                                                                | Wykluczony (WYK/EX) |
| Biały                                                                 | Nie wystartował (NW) |
| Biały                                                                 | Kontuzjowany (K/INJ) |
| Biały                                                                 | Wyścig odwołany (OD/C) |
| Bez koloru                                                            | Został wycofany (WYC/WD) |
| Bez koloru                                                            | Nie przybył (NP/DNA) |
| Bez koloru                                                            | Nie brał udziału w treningach (NT/DNP) |
| Bez koloru                                                            | Nie został zgłoszony (–) |
| Pogrubienie                                                           | Start z pole position |
| Kursywa                                                               | Najszybsze okrążenie wyścigu |
| †                                                                     | Nie ukończył, ale jego rezultat został zaliczony ze względu na przejechanie więcej niż 90% dystansu wyścigu.                              |
| *                                                                     | Sezon w trakcie |
| 1/2/3                                                                 | Punktowana pozycja w sprincie kwalifikacyjnym                                                                                             |
| Lista systemów punktacji Formuły 1                                    | |

| Rok  | Zespół                  | Wyniki w poszczególnych eliminacjach | Wyniki w poszczególnych eliminacjach | Wyniki w poszczególnych eliminacjach | Wyniki w poszczególnych eliminacjach | Wyniki w poszczególnych eliminacjach | Wyniki w poszczególnych eliminacjach | Wyniki w poszczególnych eliminacjach | Wyniki w poszczególnych eliminacjach | Wyniki w poszczególnych eliminacjach | Wyniki w poszczególnych eliminacjach | Wyniki w poszczególnych eliminacjach | Wyniki w poszczególnych eliminacjach | Wyniki w poszczególnych eliminacjach | Wyniki w poszczególnych eliminacjach | Wyniki w poszczególnych eliminacjach | Wyniki w poszczególnych eliminacjach | Wyniki w poszczególnych eliminacjach | Wyniki w poszczególnych eliminacjach | Wyniki w poszczególnych eliminacjach | Wyniki w poszczególnych eliminacjach | Punkty | Pozycja |
| ---- | ----------------------- | ------------------------------------ | ------------------------------------ | ------------------------------------ | ------------------------------------ | ------------------------------------ | ------------------------------------ | ------------------------------------ | ------------------------------------ | ------------------------------------ | ------------------------------------ | ------------------------------------ | ------------------------------------ | ------------------------------------ | ------------------------------------ | ------------------------------------ | ------------------------------------ | ------------------------------------ | ------------------------------------ | ------------------------------------ | ------------------------------------ | ------ | ------- |
| 2008 | Super Nova Racing       | ESP                                  | ESP                                  | TUR                                  | TUR                                  | MON                                  | MON                                  | FRA                                  | FRA                                  | GBR                                  | GBR                                  | DEU                                  | DEU                                  | HUN                                  | HUN                                  | VAL                                  | VAL                                  | BEL                                  | BEL                                  | ITA                                  | ITA                                  | 34     | 8       |
| 2008 | Super Nova Racing       | 1                                    | 7                                    | NU                                   | 8                                    | 5                                    | 3                                    | 9                                    | NU                                   | 16                                   | NU                                   | 3                                    | 6                                    | 16                                   | NU                                   | 16                                   | NU                                   | 2                                    | NU                                   | NU                                   | 16                                   | 34     | 8       |
| 2009 | Ocean Racing Technology | ESP                                  | ESP                                  | MON                                  | MON                                  | TUR                                  | TUR                                  | GBR                                  | GBR                                  | DEU                                  | DEU                                  | HUN                                  | HUN                                  | VAL                                  | VAL                                  | BEL                                  | BEL                                  | ITA                                  | ITA                                  | POR                                  | POR                                  | 30     | 8       |
| 2009 | Ocean Racing Technology | NU                                   | 11                                   | NU                                   | NU                                   | NU                                   | 10                                   | NU                                   | 11                                   | 6                                    | 2                                    | 9                                    | 6                                    | 4                                    | NU                                   | 1                                    | NU                                   | 11                                   | NU                                   | NU                                   | 4                                    | 30     | 8       |
| 2010 | PPR.com Scuderia Coloni | ESP                                  | ESP                                  | MON                                  | MON                                  | TUR                                  | TUR                                  | VAL                                  | VAL                                  | GBR                                  | GBR                                  | DEU                                  | DEU                                  | HUN                                  | HUN                                  | BEL                                  | BEL                                  | ITA                                  | ITA                                  | ARE                                  | ARE                                  | 13     | 15      |
| 2010 | PPR.com Scuderia Coloni | -                                    | -                                    | -                                    | -                                    | -                                    | -                                    | -                                    | -                                    | -                                    | -                                    | -                                    | -                                    | -                                    | -                                    | 2                                    | 3                                    | 12                                   | 9                                    | -                                    | -                                    | 13     | 15      |
| 2011 |                         | TUR                                  | TUR                                  | ESP                                  | ESP                                  | MON                                  | MON                                  | VAL                                  | VAL                                  | GBR                                  | GBR                                  | DEU                                  | DEU                                  | HUN                                  | HUN                                  | BEL                                  | BEL                                  | ITA                                  | ITA                                  |                                      |                                      | 8      | 16      |
| 2011 | Racing Engineering      | -                                    | -                                    | 11                                   | 7                                    | 2                                    | 16                                   | -                                    | -                                    | -                                    | -                                    | -                                    | -                                    | -                                    | -                                    | -                                    | -                                    | -                                    | -                                    |                                      |                                      | 8      | 16      |
| 2011 | Carlin                  | -                                    | -                                    | -                                    | -                                    | -                                    | -                                    | NU                                   | 18                                   | 9                                    | 9                                    | 21†                                  | NU                                   | -                                    | -                                    | -                                    | -                                    | 12                                   | 12                                   |                                      |                                      | 8      | 16      |

## Wyniki w Azjatyckiej Serii GP2
| Legenda oznaczeń w tabelach wyników Wyświetl szablon na nowej stronie | Legenda oznaczeń w tabelach wyników Wyświetl szablon na nowej stronie                                                                     |
| Oznaczenie                                                            | Wyjaśnienie |
| --------------------------------------------------------------------- | --- |
| Złoty                                                                 | Zwycięzca lub mistrzostwo |
| Srebrny                                                               | 2. miejsce lub wicemistrzostwo |
| Brązowy                                                               | 3. miejsce lub II wicemistrzostwo |
| Zielony                                                               | Ukończył, punktował (w klasyfikacji generalnej, gdy zdobył co najmniej jeden punkt na przestrzeni sezonu, poza trzema powyższymi opcjami) |
| Niebieski                                                             | Ukończył, nie punktował (w klasyfikacji generalnej, gdy nie zdobył co najmniej jednego punktu na przestrzeni sezonu)                      |
| Czerwony                                                              | Nie zakwalifikował się (NZ) |
| Czerwony                                                              | Nie prekwalifikował się (NPK) |
| Różowy                                                                | Nie ukończył (NU) |
| Różowy                                                                | Niesklasyfikowany (NS) (w klasyfikacji generalnej, gdy nie został sklasyfikowany w żadnym wyścigu sezonu)                                 |
| Czarny                                                                | Zdyskwalifikowany (DK) |
| Czarny                                                                | Wykluczony (WYK/EX) |
| Biały                                                                 | Nie wystartował (NW) |
| Biały                                                                 | Kontuzjowany (K/INJ) |
| Biały                                                                 | Wyścig odwołany (OD/C) |
| Bez koloru                                                            | Został wycofany (WYC/WD) |
| Bez koloru                                                            | Nie przybył (NP/DNA) |
| Bez koloru                                                            | Nie brał udziału w treningach (NT/DNP) |
| Bez koloru                                                            | Nie został zgłoszony (–) |
| Pogrubienie                                                           | Start z pole position |
| Kursywa                                                               | Najszybsze okrążenie wyścigu |
| †                                                                     | Nie ukończył, ale jego rezultat został zaliczony ze względu na przejechanie więcej niż 90% dystansu wyścigu.                              |
| *                                                                     | Sezon w trakcie |
| 1/2/3                                                                 | Punktowana pozycja w sprincie kwalifikacyjnym                                                                                             |
| Lista systemów punktacji Formuły 1                                    | |

| Rok       | Zespół               | Wyniki w poszczególnych eliminacjach | Wyniki w poszczególnych eliminacjach | Wyniki w poszczególnych eliminacjach | Wyniki w poszczególnych eliminacjach | Wyniki w poszczególnych eliminacjach | Wyniki w poszczególnych eliminacjach | Wyniki w poszczególnych eliminacjach | Wyniki w poszczególnych eliminacjach | Wyniki w poszczególnych eliminacjach | Wyniki w poszczególnych eliminacjach | Wyniki w poszczególnych eliminacjach | Punkty | Pozycja |
| --------- | -------------------- | ------------------------------------ | ------------------------------------ | ------------------------------------ | ------------------------------------ | ------------------------------------ | ------------------------------------ | ------------------------------------ | ------------------------------------ | ------------------------------------ | ------------------------------------ | ------------------------------------ | ------ | ------- |
| 2008/2009 | My Qi-Meritus Mahara | CHN                                  | CHN                                  | ARE                                  | BHR                                  | BHR                                  | QAT                                  | QAT                                  | MAL                                  | MAL                                  | BHR                                  | BHR                                  | 1      | 21      |
| 2008/2009 | My Qi-Meritus Mahara | -                                    | -                                    | -                                    | -                                    | -                                    | 17                                   | 16                                   | 11                                   | 9                                    | NU                                   | 13                                   | 1      | 21      |
| 2009/2010 | Scuderia Coloni      | ARE                                  | ARE                                  | ARE                                  | ARE                                  | BHR                                  | BHR                                  | BHR                                  | BHR                                  |                                      |                                      |                                      | 12     | 8       |
| 2009/2010 | Scuderia Coloni      | -                                    | -                                    | -                                    | -                                    | 6                                    | NU                                   | 4                                    | 3                                    |                                      |                                      |                                      | 12     | 8       |

## Wyniki w Formule Renault 3.5
| Legenda oznaczeń w tabelach wyników Wyświetl szablon na nowej stronie | Legenda oznaczeń w tabelach wyników Wyświetl szablon na nowej stronie                                                                     |
| Oznaczenie                                                            | Wyjaśnienie |
| --------------------------------------------------------------------- | --- |
| Złoty                                                                 | Zwycięzca lub mistrzostwo |
| Srebrny                                                               | 2. miejsce lub wicemistrzostwo |
| Brązowy                                                               | 3. miejsce lub II wicemistrzostwo |
| Zielony                                                               | Ukończył, punktował (w klasyfikacji generalnej, gdy zdobył co najmniej jeden punkt na przestrzeni sezonu, poza trzema powyższymi opcjami) |
| Niebieski                                                             | Ukończył, nie punktował (w klasyfikacji generalnej, gdy nie zdobył co najmniej jednego punktu na przestrzeni sezonu)                      |
| Czerwony                                                              | Nie zakwalifikował się (NZ) |
| Czerwony                                                              | Nie prekwalifikował się (NPK) |
| Różowy                                                                | Nie ukończył (NU) |
| Różowy                                                                | Niesklasyfikowany (NS) (w klasyfikacji generalnej, gdy nie został sklasyfikowany w żadnym wyścigu sezonu)                                 |
| Czarny                                                                | Zdyskwalifikowany (DK) |
| Czarny                                                                | Wykluczony (WYK/EX) |
| Biały                                                                 | Nie wystartował (NW) |
| Biały                                                                 | Kontuzjowany (K/INJ) |
| Biały                                                                 | Wyścig odwołany (OD/C) |
| Bez koloru                                                            | Został wycofany (WYC/WD) |
| Bez koloru                                                            | Nie przybył (NP/DNA) |
| Bez koloru                                                            | Nie brał udziału w treningach (NT/DNP) |
| Bez koloru                                                            | Nie został zgłoszony (–) |
| Pogrubienie                                                           | Start z pole position |
| Kursywa                                                               | Najszybsze okrążenie wyścigu |
| †                                                                     | Nie ukończył, ale jego rezultat został zaliczony ze względu na przejechanie więcej niż 90% dystansu wyścigu.                              |
| *                                                                     | Sezon w trakcie |
| 1/2/3                                                                 | Punktowana pozycja w sprincie kwalifikacyjnym                                                                                             |
| Lista systemów punktacji Formuły 1                                    | |

| Rok  | Zespół              | Wyniki w poszczególnych eliminacjach | Wyniki w poszczególnych eliminacjach | Wyniki w poszczególnych eliminacjach | Wyniki w poszczególnych eliminacjach | Wyniki w poszczególnych eliminacjach | Wyniki w poszczególnych eliminacjach | Wyniki w poszczególnych eliminacjach | Wyniki w poszczególnych eliminacjach | Wyniki w poszczególnych eliminacjach | Wyniki w poszczególnych eliminacjach | Wyniki w poszczególnych eliminacjach | Wyniki w poszczególnych eliminacjach | Wyniki w poszczególnych eliminacjach | Wyniki w poszczególnych eliminacjach | Wyniki w poszczególnych eliminacjach | Wyniki w poszczególnych eliminacjach | Wyniki w poszczególnych eliminacjach | Punkty | Pozycja |
| ---- | ------------------- | ------------------------------------ | ------------------------------------ | ------------------------------------ | ------------------------------------ | ------------------------------------ | ------------------------------------ | ------------------------------------ | ------------------------------------ | ------------------------------------ | ------------------------------------ | ------------------------------------ | ------------------------------------ | ------------------------------------ | ------------------------------------ | ------------------------------------ | ------------------------------------ | ------------------------------------ | ------ | ------- |
| 2006 | Victory Engineering | ZOL                                  | ZOL                                  | MON                                  | TUR                                  | TUR                                  | ITA                                  | ITA                                  | SFR                                  | SFR                                  | DEU                                  | DEU                                  | GBR                                  | GBR                                  | FRA                                  | FRA                                  | ESP                                  | ESP                                  | 96     | 5       |
| 2006 | Victory Engineering | NW                                   | NZ                                   | 6                                    | 3                                    | 1                                    | 3                                    | 4                                    | NU                                   | 4                                    | 1                                    | NU                                   | 17                                   | NU                                   | 12                                   | 11                                   | 3                                    | 1                                    | 96     | 5       |
| 2007 | Tech 1 Racing       | ITA                                  | ITA                                  | DEU                                  | DEU                                  | MON                                  | HUN                                  | HUN                                  | BEL                                  | BEL                                  | GBR                                  | GBR                                  | FRA                                  | FRA                                  | PRT                                  | PRT                                  | ESP                                  | ESP                                  | 129    | 1       |
| 2007 | Tech 1 Racing       | 2                                    | 4                                    | 3                                    | 10                                   | 1                                    | NU                                   | NU                                   | 1                                    | 6                                    | 4                                    | NU                                   | 6                                    | 4                                    | 6                                    | 7                                    | 3                                    | 6                                    | 129    | 1       |